# Liburnia paludum
Liburnia paludum är en insektsart som först beskrevs av George Willis Kirkaldy 1910.  Liburnia paludum ingår i släktet Liburnia och familjen sporrstritar. Inga underarter finns listade i Catalogue of Life.